# 陪都文化界对时局进言
陪都文化界对时局进言是抗日战争末期重庆（当时为中华民国陪都）文化界人士就时局向国民政府发表的进言，于1945年2月22日刊登于重庆《新华日报》，刊登时列出了312人的署名。

## 背景
国民政府军事委员会政治部文化工作委员会（简称“文工会”）是国民政府军事委员会政治部第三厅（郭沫若任厅长）遭到撤销後，在周恩来等中共中央南方局领导人及文艺界人士的斗争下于1940年11月1日成立的。成立时组成人员如下：主任郭沫若，副主任阳翰笙、谢仁钊、李侠公。专任委员（10人）：沈雁冰、沈志远、杜国庠、田汉、洪深、郑伯奇、尹伯林、翦伯赞、胡风、姚蓬子；兼任委员（10人）：舒舍予、陶行知、张志让、邓初民、王昆仑、侯外庐、盧道、马宗融、黎东方、吕振羽。
1945年1月，周恩来从延安返回重庆，向各民主党派和人民团体通报中共中央对抗日与争取民主的纲领性意见，反独裁、争民主的声势一时掀起，一些民主党派和人民团体纷纷发表对时局的主张。此时，王若飞代表中共中央南方局向文工会提出建议，希望文化界知名人士发表对时局的宣言，引领文化界反独裁、争民主的斗争。文工会主要领导郭沫若、阳翰笙、冯乃超、杜国庠等人当即拟出了六条纲领，由郭沫若执笔，定名为《文化界对时局进言》。全文共1400余字，内容为要求召开临时紧急会议，组织联合政府，实行民主，反对国民党独裁统治等等。文工会领导人郭沫若、阳翰笙等亲自秘密到重庆各处争取签名，几天时间内便征得312人的联合署名，署名者中有哲学、自然科学、历史、法律、文学、教育、出版、戏剧、电影、音乐、美术、舞蹈等十多个界别的代表人物，政治立场左、中、右乃至偏右的知名人士都有，既有中国共产党党员，也有中国国民党党员，还有民主党派成员，一些平时不问政治的人士也参加了署名。
1945年2月22日《新华日报》发表了有312人签名的《陪都文化界对时局进言》。为响应这一《进言》，3月12日 ，《新华日报》又刊登了342人联名发表的《昆明文化界关于挽救当前危局的主张》。

## 内容
以下为该《进言》的内容：
|  | 陪都文化界对时局进言 “道穷则变”，是目前普遍的呼声，中国的时局无须我们“危词悚听”，更不容许我们再来“巧言文饰”了。 内部未能团结，政治贪墨成风，经济日趋竭蹙，人民尚待动员，军事急期改进，文化教育受着重重扼制，每况愈下，以致无力阻止敌寇的进侵，更无力配合盟军的反攻，在目前全世界战略接近胜利的阶段，而我们竟快要成为新时代的落伍者。全国的人民都在焦虑，全世界的盟友都在期待，我们处在万目睽睽的局势当中，无论如何是应当改弦易辙的时候了。 办法是有的，而且非常简单，只须及早实现民主，在野人士正日夕为此奔走呼号。政府最近也公开言明，准备提前结束党治，还政于民，足见人同此心，心同此理，无分朝野，共具悃忱。中国的危机是依然可以挽救的。 然而“日中必彗，操刀必割”，在今天迫切的时局之下， 空言民主固属画饼充饥，预约民主亦仅望梅止渴。今天的道路是应该当机立断，急转舵轮，凡有益于民主实现者便当举行，凡有碍于民主实现者便当废止，不应有瞬息的踌躇，更不应有丝毫的顾虑。其有益于民主实现者，在我们认为，应该是： 一、由国民政府立即召集全国各党派所推选之公正人士组织一临时紧急会议，商讨应付目前时局的战时政治纲领，使内政、外交、财政、经济、教育、文化等均能有改进的依据，以作为国民会议的前驱。、 二、由临时紧急会议推选干练人士组织一战时全国一致政府，以推行战时政治纲领，使内政、外交、财政、经济、教育、文化等均能与目前战事配合。 以上二大纲实为实现民主的必要步骤，政府既决心还政于民，且不愿人民空言民主，自宜采取此项步骤，使人民有实际参与政治的机会，共挽目前的危机。 更就有碍民主实现者而言，则有荦荦六大端，应该加以考虑。、 一、审査检阅制度除有关军事机密者外不应再行存在，凡一切限制人民活动之法令皆应废除， 使人民应享有的集会、结社、言论、出版、演出等之自由及早恢复。、 二、取消一切党化教育之设施，使学术研究与文化运动之自由得到充分的保障。、 三、停止特务活动，切实保障人民之身体自由，并释放一切政治犯及爱国青年。、 四、废除一切军事上对内相尅的政策，枪口一致对外，集中所有力量从事反攻。、 五、严惩一切贪赃枉法之狡猾官吏及囤积居奇之特殊商人，使国家财富集中于有用之生产与用度。、 六、取缔对盟邦歧视之言论，采取对英美苏平行外交，以博得盟邦之信任与谅解。 以上诸大端如能早日见诸实施，则军事形势必能稳定，反攻基础必能确立，最后胜利也毫无疑问，必能更有把握了。 故民主团结实为解决国内局势之主要前提，而在今天尤为争取国际地位的必须步骤。今天的时局虽然紧迫，而国际形势却大有利于我们，我们尤应趁此时机，早早决定我们的国策。 目前克里米亚会议已告圆满结束。四月二十五日并将由中苏英美法五大国在旧金山召集联合国会议，法西斯和帝国主义已被普遍地宣布死刑，为全人类开出了民主和平的康庄的大道。 更以军事而言，苏联的大攻势正以雷霆万钧之力，雄师数路趋指柏林。英美联军更由西线积极进攻，纳粹兽军巳陷于四面楚歌之中，不久当在它的巢窟里面遭受屠戮了。 美国在太平洋上的进军，也正和欧洲攻势桴鼓相应。美国的意志，在东方急于要在中国登陆作战，急于期待陆上力量的大反攻，以期能同时及早解决日本，更是切迫如火。 今天没有任何力量可以阻止苏联红军及英美盟军的进攻，也没有任何力量可以屈挠同盟国人民的意志。全世界都在吹奏着胜利进行曲，我们中国人民不愿自甘落伍，不愿在这世界战略接近胜利的阶段，仍有自私自利、苟且因循、等待胜利、甚至种下未来祸根的做法迎接我们民主胜利的光明的前途。形势是很鲜明的，民主者兴，不民主者亡。中国人民不甘沦亡，故一致要求民主团结，在这个洪大的奔流之前，任何力量也没有方法可以阻挡。 我们恳切地希望，希望全国人士敞开胸襟，把专制时代的一切陈根腐蒂打扫干净，贡献出无限的诚意、热情、勇气、睿智，迎接我们民主胜利的光明的前途。 ——力扬、丁然、去疾、友、伶、王戎、王采、王岚、王琦、王亚平、王冶秋、王复生、王郁天、王深林、王超凡、王治津、王务安、王进英、巴金、戈宝权、方令孺、方兴岩、方学武、文怀沙、毛守昌、禾波、白薇、白杨、甘祠森、史东山、石西民、石炎、石啸冲、田一文、田涛、田仲济、司徒慧敏、史伊凡、伍禾、任钧、任秋石、朱海观、朱鹤年、老舍、吉联抗、仲秋元、沈扬、沈浮、沈钧儒、沈静芷、沈经农、沈慧、冷火、宋之的、宋云彬、杜冰波、杜君慧、杜国庠、吕霞光、吕恩、汪子美、汪刃锋、何公敢、何成湘、余所亚、沙千里、李凌、李畏、李士豪、李可染、李声韵、李恩杰、李华飞、吴视、吴茵、吴祖光、吴家骧、吴蔚云、吴组缃、吴藻溪、吴清友、吴泽、但杜宇、辛勤、阮有秋、林谷、林辰、林仲易、林举岱、周而复、周知、周峰、周谷城、周徽林、明敏、金月石、金仲华、金善宝、金钖如、金瑞苓、邵荃麟、孟目的、孟君谋、孟用潜、初大岩、阿嘉、岳路、茅盾、胡孑、胡风、胡绳、胡文淑、胡守愚、洪深、侯外庐、柳倩、柳亚子、范朴斋、姚木溪、姚雪垠、姚蓬子、郁风、郁文哉、施白芜、俞珊、俞励犍、冼群、马义、马宗融、马寅初、马思聪、髙集、髙崇民、髙龙生、髙懿、崔小萍、崔万秋、夏衍、夏白、夏迪蒙、徐冰、徐迟、徐昌霖、徐悲鸿、袁水拍、梁希、梁纯夫、梁永泰、梁公在、索开、孙伏园、孙陵、孙源、孙坚白、孙施谊、孙锡纲、秦柳方、秦牧、康性天、祝公健、殷子、殷野、耿震、凌珊如、郭沫若、郭春涛、郭培谦、郭树权、梅林、许士骐、许幸之、许桂明、许涤新、黄晨、黄蕊、黄若海、黄洛峰、黄宛苏、黄碧野、黄荣灿、黄寿慈、舒维清、堵述初、毕相辉、盛家伦、陈之佛、陈文泉、陈先舟、陈先泽、陈原、陈润泉、陈鲤庭、陈翰伯、陈翠华、陈烟桥、陈迩冬、陶金、陶行知、曹靖华、曹禺、章石林、章汉夫、章靳以、章曼蘋、章超群、焦菊隐、陆梦生、陆诒、张正宇、张申府、张西曼、张光宇、张志让、张定夫、张明养、张孟闻、张鸿眉、张静庐、张铁弦、张瑞芳、张雁、张磊、张翼、张骏祥、张维冷、张重英、冯乃超、冯文洛、冯雪峰、傅彬然、傅抱石、华林、华嘉、彭燕郊、乔木、覃英、覃必陶、舒绣文、曾敏之、汤灏、阳翰笙、贺礼逊、贺孟斧、黄巩、项堃、董时进、董鼎清、叶以群、叶浅予、杨晦、杨荣国、杨潮声、杨村彬、贾纬廉、邹绿芷、葛一虹、葛琴、路翎、路曦、庄寿慈、虞静子、万灿、廖静文、廖沫沙、赵晓恩、赵韫如、赵慧深、邓初民、刘清扬、刘厚生、刘白羽、刘火子、刘尊棋、刘砥方、刘铁华、刘运筹、刘义斯、蒋路、翦伯赞、臧克家、臧云远、潘孑农、潘梓年、潘菽、潘震亚、霍应人、蔡仪、蔡楚生、郑君里、郑敏、盧道、卢鸿基、薛迪畅、钱歌川、钱辛权、萧强、萧隽英、戴爱莲、谢冰心、谢添、龙季子、聂绀弩、韩北屏、韩涛、罗家正、罗髫渔、严杰人、魏志澄、蓝马、蓝馥心、苏怡、顾颉刚 |

## 后续
《进言》在重庆《新华日报》、《新蜀报》等发表后，蒋介石大为震怒，痛骂中国国民党中央文化委员会主任张道藩无能，并质问张“为什么文化界一些重要人物都被共产党拉了过去?”张道藩声称是共产党指示《新华日报》盗用文化界知名人士名字搞的“宣传”，保证让受骗者发表“声明”作废。随后，张道藩派出一大批手下四出造访签名者，通过威逼利诱要求他们撤回签名，另发“声明”。个别签名人士因此被迫按照当局要求发表了声明，比如中国国民党中央宣传部控制的中国文艺社的参加过筹备中华全国文艺界抗敌协会并任理事的华林，就因为惧怕打碎饭碗而发表了声明，但大部分签名人士仍然坚持自己的主张，不为当局所动，张道藩进行的威逼利诱没有取得多大成功。比如女作家冰心回答：“如果不同意，干吗要签？中国没民主就国无宁日。”著名画家徐悲鸿在张道藩派人要求其发出签名被盗用声明之时，坚持立场，明确回复称“我的签名没有被盗用，我对我的签名完全负责。”后来张道藩亲自来访，徐悲鸿也不为所动。“费巩事件”的发生，更令国民党当局对《进言》的态度昭然若揭。毛泽东1945年3月31日在中共六届七中全会上发表讲话时提到了当时的国内外形势与《进言》，称，“国民党反动派也在动摇，是两面派。一面抗日，一面投降；一面联共，一面反共；一面联苏，一面反苏。蒋介石的欺骗我们都揭穿了，而且有外国人压。赫尔利来延安，美军观察组驻延安，这个影响很大，国民党特务机关也受到影响。爱金生、高桂滋这些人都说天下是我们的，文化界签名谢冰心、顾颉刚都参加了。”

### 费巩事件
1940年代，知名教授费巩因多次发表文章和演讲批评政府、宣传民主宪政，为国民党当局所不容并受到监视。1945年2月7日， 费巩在日记中写道：“上午浙大毕业同学吴作和来访，示我以‘文化界进言’，要求政府召开党派会议，组织联合政府，取消党治特务及妨碍人身自由之法令、惩治贪污等，列名者有郭沫若、洪深、马寅初、张申府、柳亚子等数十人。吴来请我具名，即签名其上。”1945年3月5日凌晨，费巩因请假一年前往复旦大学讲学，在到达重庆千厮门码头后当即被军统特务绑架，先押于重庆警备司令部，后转至渣滓洞看守所。期间遇害，并被投入镪水池里毁尸灭迹。这就是震动西南的“费巩事件”。
时任国立浙江大学校长、中央研究院院务委员竺可桢四处打听营救费巩。自3月初得知费巩失踪到4月中旬，竺可桢校长在日记里记的全都是营救费巩之事，比如他走访重庆警察局、会见重庆卫戍总司令王缵绪时，王表示：“费氏现尚安全未死，惟须侦查清楚后才能宣布开释。”竺可桢校长在日记中写道：“此时政府大唱民主而竟有类似盖世太保之机构，真可叹！“
费巩被关进渣滓洞看守所后坚强不屈。后来有狱卒和被囚人士回忆道，“费巩教授关押于此，天天痛骂反动派，骂声传出牢外。特务们软硬兼施，灭绝人性地施以酷刑，也无济于事。”他的囚室墙上刻着“费巩”，表明其为抗日民主而献身的勇气。

### 文工会遭解散
张道藩、潘公展向蒋介石汇报称，文工会是此次签名的发起者和组织者，蒋介石当即下令解散文工会。1945年3月30日，文工会遭到解散。1945年3月31日，重庆各报纷纷刊登如下消息：“郭沫若先生领导下的政治部文化工作委员会，已于昨日奉政治部张部长命令，予以解散。”1945年4月1日，文工会举行告别聚餐晚会，重庆文化界、新闻界和民主党派人士以及国际友人100多名参加了聚餐会。郭沫若在聚餐会的签名纸上亲笔题写：“始于今日，终于今日；憎恨法西，勿忘今日。”（原国民政府军事委员会政治部第三厅成立于1938年4月1日，文工会告别聚餐于1945年4月1日）。该题词在报刊发表时，最后一句被改成了“摔掉花瓶”。
文工会被解散引起了社会各界的强烈反响。迫于各界争民主、反独裁的呼声，蒋介石遂要求张道藩抓紧炮制声明充当“民意”发表。在张道藩的组织策划下，《为争胜利敬告国人——教育文化界联合声明》于1945年4月15日在《中央日报》发表，发表时共七百多人签名，其中除蒋碧微（徐悲鸿之妻，时为张道藩情妇）、梅贻琦、王平陵、华林（即《进言》发表后又发表盗用声明者）、梁实秋、朱光潜等30多人外，其余720多人均为改头换面者或不知名者。声明发表时，还把正在重庆召开的全国大学校长、教授会的众多代表也强行列名其中，如国立浙江大学校长竺可桢就是在未被告知的情况下被列为签名者中的第二位。1945年10月27日，香港《生日报》评论道，今年2月22日发在《新华日报》上的“声明”是民主宣言，4月15日发表在《中央日报》上的“声明”是反民主宣言。 